# 内藤初枝
内藤 初枝（ないとう はつえ）は、日本の家政学者（高齢者栄養学・介護食・食育指導・糖尿病食事管理）。修士（看護学）（浜松医科大学・2012年）。静岡県立大学短期大学部一般教育等准教授、日陶科学株式会社顧問。

## 来歴

### 生い立ち
静岡県浜松市出身。静岡女子大学に進学、家政学部食物学科にて家政学を学ぶ。1971年3月同大卒業（家政学士）。その後、浜松医科大学大学院医学系研究科に進み。2012年3月に修士課程を修了した（修士（看護学））。

### 研究者として
静岡女子大学卒業後、静岡女子短期大学助手に就任する。1987年、勤務先の静岡女子短期大学が、母校の静岡女子大学及び静岡薬科大学と統合、静岡県立大学が新設されるにともない、新たに発足した静岡県立大学短期大学部助手となる。2000年静岡県立大学短期大学部講師に昇任。現在は、静岡県立大学短期大学部准教授（一般教育等担当）。
そのほか、日陶科学の顧問なども非常勤で務めている。

## 研究
家政学部食物学科出身であり、専門は、家政学・栄養学・看護学に関する学問領域。特に、高齢者栄養学・介護食・食育指導・糖尿病食事管理の分野を研究する。具体的には、低出生体重児の増加について、妊娠中の栄養状態との関連についての研究に取り組む。母子衛生学の観点から、妊婦の食生活についても研究を行う。その他、介護サービス利用者の自宅の衛生状態の改善を図るため、食酢と重曹とクエン酸の混合液を使った除菌についての研究を行う。
また、糖尿病患者に対して食事指導を行っていた経験から、患者にとって食事指導の理解の助けとなるツールの開発にも取り組む。当初はおはじきを活用し、その色や数を食品群やエネルギー量と対応づけて説明していた。実際に大学の講義でおはじきを活用してみたところ、学生の理解度が深まったことから、視覚的にわかりやすく遊び感覚で学べるツールの有用性を確信した。しかし、おはじきでは携帯性に難があるなど問題点も散見されたことから、その改善を試みていたが、そのさなかにたまたまビンゴカードを見かけ、これが食事指導に応用できないかと思いついた。その結果、ビンゴを応用した食事管理シートを考案し、これを食育などで活用しようと、その普及推進に取り組んでいる。その他、食事の摂取状況を記録するカードを考案し、特許庁にて実用新案として登録されている。
学術団体としては、日本栄養改善学会、介護福祉教育学会、母性衛生学会などに所属。また、農林水産省の関東食育推進ネットワークにも参加している。

## 略歴
- 1971年 - 静岡女子大学家政学部卒業。
- 1971年 - 静岡女子短期大学助手。
- 1987年 - 静岡県立大学短期大学部助手。
- 2000年 - 静岡県立大学短期大学部講師。
- 2012年 - 浜松医科大学大学院医学系研究科修士課程修了。

## 著作

### 単著
- 内藤初枝著『居宅・グループホームにおける簡単・おいしい介護食――基礎知識とレシピ200』第一出版、2007年。ISBN 9784804111520
- 内藤初枝著『居宅・グループホームにおける簡単・おいしい介護食――基礎知識とレシピ200』2版、第一出版、2009年。ISBN 9784804112114

### 論文
- 柴田長夫・内藤初枝稿「各種栄養素組合せの変化によるビタミンB1欠乏白ネズミの症候群について」『静岡女子短期大学研究紀要』静岡女子短期大学、1975年3月、77-101頁。ISSN 0287-3001
- 内藤初枝・柴田長夫稿「白ネズミ飼育合成食餌の組成成分に関する2、3の吟味1」『家政学雑誌』26巻6号、日本家政学会、1975年9月、465-469頁。ISSN 0449-9069
- 柴田長夫・内藤初枝稿「ビタミンB1欠乏食飼育白ネズミ及びさらに実験的糖尿病を発症させた白ネズミの蛋白質選択摂取について」『静岡女子短期大学研究紀要』静岡女子短期大学、1976年、15-31頁。ISSN 0287-3001
- 柴田長夫・内藤初枝稿「多飲多尿について――水の摂取異常」『静岡女子短期大学研究紀要』静岡女子短期大学、1976年3月、41-60頁。ISSN 0287-3001
- 内藤初枝・柴田長夫稿「健常およびK欠乏白ネズミに及ぼす香辛料の食欲増進効果について」『家政学雑誌』27巻2号、日本家政学会、1976年4月、100-106頁。ISSN 0449-9069
- 柴田長夫・内藤初枝稿「思春期にみられた心因性食欲不振症の2例について――大脳新皮質による食欲抑制作用に関して」『静岡女子短期大学研究紀要』静岡女子短期大学、1977年、29-38頁。ISSN 0287-3001
- 柴田長夫・内藤初枝稿「真性尿崩症患者の摂水および摂食に関する栄養学的研究」『静岡女子短期大学研究紀要』静岡女子短期大学、1977年、39-58頁。ISSN 0287-3001
- 柴田長夫・内藤初枝稿「P欠乏食飼育白ネズミの症状と食欲への影響について」『栄養と食糧』29巻8号、日本栄養・食糧学会、1977年3月、425-432頁。ISSN 0021-5376
- 内藤初枝稿「K欠食飼育白ネズミの症状と食欲への影響について」『栄養と食糧』31巻6号、日本栄養・食糧学会、1978年、579-586頁。ISSN 0021-5376
- 柴田長夫・内藤初枝・余村吉一稿「血清Ca値に影響をおよぼす食事性因子及び副甲状腺機能異常について」『静岡女子短期大学研究紀要』静岡女子短期大学、1979年、69-82頁。ISSN 0287-3001
- 内藤初枝・柴田長夫稿「白ネズミにおけるK+の栄養・代謝学的研究2――高K食飼育白ネズミの症状と食欲への影響について」『静岡女子短期大学研究紀要』静岡女子短期大学、1980年、127-134頁。ISSN 0287-3001
- 内藤初枝稿「ラットにおける尿中K・Na排泄におよぼすK又はNa欠乏食の影響」『静岡女子短期大学研究紀要』静岡女子短期大学、1983年、33-42頁。ISSN 0287-3001
- 内藤初枝稿「食酢を用いた腎不全治療の検討――野菜中のカリウム、ナトリウム、カルシウム、マグネシウム溶出率の変化について」『栄養学雑誌』48巻2号、日本栄養改善学会、1990年4月、73-78頁。ISSN 0021-5147
- 内藤初枝稿「低カリウム食調製におけるごぼうの浸漬条件の検討」『栄養学雑誌』49巻5号、日本栄養改善学会、1991年10月、273-279頁。ISSN 0021-5147
- 内藤初枝稿「低カリウム食調製の検討――ごぼうの浸漬操作における浸漬時間の影響」『研究紀要』9号、静岡県立大学短期大学部、1995年、241-246頁。ISSN 0914-7810
- 内藤初枝稿「水と食酢におけるごぼうの浸漬条件の検討」『榮養學雑誌』53巻5号、日本栄養改善学会、1995年10月1日、321-326頁。ISSN 0021-5147
- 内藤初枝稿「低カリウム食調製に関する研究――生鮮野菜・果物類のカリウム溶出に対する食酢水浸漬時間の影響」『研究紀要』10号、静岡県立大学短期大学部、1996年、285-292頁。ISSN 0914-7810
- 内藤初枝稿「栄養管理のための調理操作の活用――低カリウム食調製の場合」『研究紀要』11号、静岡県立大学短期大学部、1997年、99-107頁。ISSN 0914-7810
- 内藤初枝稿「腎不全治療食の検討」『特別研究報告書』97号、静岡県立大学短期大学部、1999年3月、221-226頁。ISSN 1340-2927
- 内藤初枝稿「生食用野菜や調理器具の洗浄・殺菌におよぼす食酢の効果について」『研究紀要』14号、静岡県立大学短期大学部、2000年、99-104頁。ISSN 0914-7810
- 内藤初枝稿「簡便な方法を活用した栄養調査の有効性に関する研究――『デジタルカメラを活用した栄養調査について』」『静岡県立大学短期大学部研究紀要』15号、静岡県立大学短期大学部、2001年。ISSN 1344-7971
- 内藤初枝稿「視覚媒体を活用した食事調査方法の検討その3――『デジタルカメラと携帯電話の比較』」『静岡県立大学短期大学部研究紀要』17号、静岡県立大学短期大学部、2003年。ISSN 1344-7971
- 内藤初枝稿「高齢者のための栄養・食事作りのテキスト改良に関する検討」『静岡県立大学短期大学部研究紀要』18号、静岡県立大学短期大学部、2005年。ISSN 1344-7971
- 内藤初枝稿「食事管理における教育教材としての『おはじき使用』に関する検討」『静岡県立大学短期大学部研究紀要』20号、静岡県立大学短期大学部、2006年、1-11頁。ISSN 1344-7971
- 内藤初枝・久保田君枝稿「『ビンゴ式食事管理シート』を活用した食事指導1」『静岡県立大学短期大学部研究紀要』21号、静岡県立大学短期大学部、2007年、1-13頁。ISSN 1344-7971
- 内藤初枝稿「栄養指導の現場から『食事バランス用ビンゴ式食事管理シート』を活用した食事指導――中学生への食事指導の試み」『保健の科学』50巻7号、杏林書院、2008年7月、481-486頁。ISSN 0388-1512
- 久保田君枝・内藤初枝・金山尚裕ほか稿「低出生体重児の増加と妊娠中の栄養状態の関連についての研究(妊娠3妊娠と栄養」『母性衛生』49巻3号、日本母性衛生学会、2008年10月、138頁。ISSN 0388-1512
- 久保田君枝・田坂満恵・足立智美ほか稿「ダイエット経験のある妊婦と食習慣に関する研究」『母性衛生』51巻3号、日本母性衛生学会、2010年9月、117頁。ISSN 0388-1512
- 久保田君枝・田坂満恵・羽持寛子ほか稿「妊娠中の栄養素別摂取状況と母体の体重増加と出生児体重との関連」『母性衛生』52巻3号、日本母性衛生学会、2011年9月、133頁。ISSN 0388-1512